# Barranc del Mas de Gassot
El Barranc del Mas de Gassot és un curs fluvial del terme de Reus a la comarca catalana del Baix Camp.
Baixa de Monterols, de cap al Mas de Vernet, i passa entre el Manicomi i el tossal del Sagristà. Després passa pel Mas de Gassot, que ara té les terres ocupades per unes indústries, i el Mas de Pelai, actualment convertit en el barri de Pelai. Gira cap a llevant sota les parcel·les Sol-i-vista i s'ajunta amb el Barranc del Molí o de la Buada. D'allà en avall se'l coneix com a Barranc de l'Escorial.